# 水南町
水南町（すいなんちょう）は、愛知県瀬戸市水南連区の町名。丁番を持たない単独町名である。

## 地理
- 瀬戸市の西部に位置する[8]。西を北山町、北を苗場町・西松山町、東を東横山町、南を北脇町と隣接している[8]。
- 名鉄新瀬戸駅・愛知環状鉄道瀬戸市駅に隣接[注釈 1]し、スーパーやマンションが相次いで進出している[8]。

### 河川
桜川（瀬戸川支流） ： 町の西端、北山町との町境を南流している。
- 桜川（水南町・北山町境）

### 学区
市立小・中学校に通う場合、学区は以下の通りとなる。また、公立高等学校普通科に通う場合の学区は以下の通りとなる。
| 町丁   | 番・番地等 | 小学校             | 中学校             | 高等学校 |
| ------ | ---------- | ------------------ | ------------------ | -------- |
| 水南町 | 全域       | 瀬戸市立水南小学校 | 瀬戸市立南山中学校 | 尾張学区 |

## 歴史

### 町名の由来
かつての水野村は面積が広いため、南北に分けて北側を水北、南側を水南と呼んでいた。この地は、水南で最も南部にあたるところから水南町と名付けられた。

### 沿革
- 1957年（昭和32年）7月1日 - 瀬戸市大字中水野字横山の一部により、同市水南町として成立[2]。
- 1984年（昭和59年）5月1日 - 小田妻町[注釈 2]の一部を編入[12]。

## 世帯数と人口
2024年（令和6年）1月1日現在の世帯数と人口は以下の通りである。
| 町丁   | 世帯数  | 人口  |
| ------ | ------- | ----- |
| 水南町 | 331世帯 | 647人 |

### 人口の変遷
国勢調査による人口の推移
| 1995年（平成7年）  | 734人 | [ 13 ] |  |
| 2000年（平成12年） | 702人 | [ 14 ] |  |
| 2005年（平成17年） | 666人 | [ 15 ] |  |
| 2010年（平成22年） | 676人 | [ 16 ] |  |
| 2015年（平成27年） | 634人 | [ 17 ] |  |
| 2020年（令和2年）  | 648人 | [ 18 ] |  |

### 世帯数の変遷
国勢調査による世帯数の推移。
| 1995年（平成7年）  | 282世帯 | [ 13 ] |  |
| 2000年（平成12年） | 283世帯 | [ 14 ] |  |
| 2005年（平成17年） | 274世帯 | [ 15 ] |  |
| 2010年（平成22年） | 286世帯 | [ 16 ] |  |
| 2015年（平成27年） | 281世帯 | [ 17 ] |  |
| 2020年（令和2年）  | 304世帯 | [ 18 ] |  |

## 交通

### 鉄道
名鉄瀬戸線 ： 町の南端部、北脇町との町境を東西に走っている。最寄り駅は新瀬戸駅。
- 名鉄瀬戸線（水南町・北脇町境）

### バス
名鉄バス「水野循環線」
- 【20】【21】【22】【23】陶生病院 - 瀬戸市民公園 - 中水野駅 - 水野団地 - 新瀬戸駅 - 陶生病院 系統

名鉄バス「みずの坂線」
- 【25】【26】陶生病院 - 新瀬戸駅 - 水野団地 - 北みずの坂 - 瀬戸北総合高校前 - 中水野駅 系統

以上、2路線6系統共通 ： 水南町バス停
瀬戸市コミュニティバス「こうはん線」
- イオン瀬戸みずの店 - 東山町 - 陶生病院 系統 ： 水南町バス停

- 水南町バス停（名鉄バス）
- 水南町バス停（コミュニティバス）

### 道路
愛知県道208号上半田川名古屋線 ： 町の南端部、東横山町との町境を南北に通っている。

## その他

### 日本郵便
- 郵便番号 : 489-0913[6]（集配局：瀬戸郵便局[19]）。